# Jörg Weißhaupt
Jörg Weißhaupt (* 23. Juli 1949 in Sangerhausen) war Fußballspieler in der DDR-Oberliga, der höchsten Spielklasse des DDR-Fußballverbandes. Er spielte dort für den FC Rot-Weiß Erfurt.

## Sportliche Laufbahn
Jörg Weißhaupt ist der zwei Stunden jüngere Zwillingsbruder von Horst Weißhaupt. Beide Brüder durchliefen eine weitgehend identische Fußball-Laufbahn, wobei der ältere Horst deutlich erfolgreicher war.
Zusammen mit seinem Bruder Horst spielte Jörg Weißhaupt in der Saison 1971/72 beim DDR-Ligisten Motor Nordhausen West. Zu Beginn der Fußballsaison 1972/73 schlossen sich beide Brüder dem Oberligaaufsteiger FC Rot-Weiß Erfurt an, dem Fußballschwerpunkt ihrer Region. Während Bruder Horst mit 24 Punktspieleinsätzen sofort zum Stammspieler wurde, kam Jörg Weißhaupt erst am 9. Oberligaspieltag für acht Minuten zum Einsatz. In der Partie FC Rot-Weiß – 1. FC Magdeburg wurde er für seinen Bruder eingewechselt und erzielte nach drei Minuten den 3:0-Endstand. Auch danach wurde er nur sporadisch als Ersatzspieler aufgeboten. In seiner ersten Oberligasaison absolvierte er zehn Punktspiele als Stürmer, davon nur drei Begegnungen über 90 Minuten. Nach einer weiteren durchwachsenen Saison 1973/74 mit nur 15 Oberligaspielen gelang Jörg Weißhaupt 1974/75 mit 25 Punktspieleinsätzen der Durchbruch in der Oberliga. Mit sieben Treffern wurde er hinter seinem Bruder zweitbester Torschütze der Erfurter. 1975/76 konnte er seinen Bruder mit 26 Punktspielen überflügeln, der nur auf 23 Einsätze gekommen war. Dagegen verlief die Spielzeit 1976/77 für Jörg Weißhaupt wieder enttäuschend, er kam in der Oberligamannschaft zwischen dem 4. und 19. Spieltag nur in fünf Punktspielen zu Kurzeinsätzen. Es waren die letzten Oberligaspiele beim FC Rot-Weiß Erfurt. Insgesamt kam Jörg Weißhaupt 82-mal in der Oberliga zum Einsatz und erzielte dabei 18 Tore. In der Regel wurde er als Mittelstürmer eingesetzt.
Zur Saison 1977/78 wechselten beide Weißhaupt-Brüder zurück zu Motor Nordhausen und beendeten auch gemeinsam 1985 ihre Laufbahn als Leistungsfußballspieler. Jörg Weißhaupt trainierte später die 1. Mannschaft des Nordhäuser Nachfolgevereins FSV Wacker 90 und war bis 2005 dessen sportlicher Leiter. Am 4. November 2010 übernahm Jörg Weißhaupt das Training des thüringischen Verbandsligisten SC Leinefelde 1912, wo er am 26. Mai 2011 entlassen wurde.
Der Fußballspieler Marco Weißhaupt ist sein Sohn, Noah Weißhaupt sein Enkel.